# ストレールレシオ
ストレールレシオ (英：Strehl ratio) は、望遠鏡その他の光学撮像システムの性能を表す指数の一つであり、現代の定義では、ある光学システムにおける点光源からの光の撮像面におけるピーク輝度の測定値と、もしその光学系が回折限界まで働いたと仮定した場合の同じ点光源に対するピーク輝度の理論値との比である。
この比は ドイツの数学者・物理学者であるカール・シュトレール (Karl Strehl) が定義した光学系のシャープさの基準 (sharpness criteria) と緊密に関係している 。
特段の指定がない場合、ストレールレシオは通常は評価されている光学系のピントが最も合った状態で定義される。点光源の撮像面における像の輝度分布は、一般に点像分布関数 (en:point spread function) と呼ばれる。明らかに、点像分布関数の形状を例えばストレールレシオのように一つの数値で特徴づけることは、実際の点像分布関数の形状が、理想的な (つまり収差がない場合の) 点像分布関数の形状から微小に歪んだ状態であるという場合でなけらば、意味も実用性も有しない。
これは回折限界近くまで非常に良く較正されたシステム (これらはほとんどの望遠鏡と顕微鏡を含むが、例えばカメラの光学系は含まない) で有効である。
ストレールレシオは André Maréchal の業績を通じて許容収差理論 (これは非常に良く較正されたシステムの設計者にとって非常に有用である) にリンクされ、さらにこれが幾何光学における収差と物理光学における回折理論の有意義なリンクを許すことになる。ストレールレシオの画像評価法としての重大な欠点は、その設計値は光学系の設計書から比較的容易に計算可能であるが、主に理論的最大輝度 (を有する比較のための基準となる光学システム) を容易に利用可能ではないため、実際のシステムで計測するのは通常は難しいということである。
このレシオは大気かく乱の存在下でのシーイングの質の評価と、補償光学システムの性能評価で広く用いられている。また、ラッキー・イメージング法 (en:lucky imaging) における短時間露光画像の選択にも用いられている。